# Tänassilma (Viljandi)
Tänassilma (Duits: Alt-Tennasilm) is een plaats in de Estische provincie Viljandimaa, behorend tot de gemeente Viljandi vald. De plaats heeft de status van dorp (Estisch: küla).
Tot in 2013 lag Tänassilma in de gemeente Viiratsi. In dat jaar werd die gemeente bij Viljandi vald gevoegd.

## Bevolking
Het dorp had 146 inwoners op 31 december 2011 en 163 inwoners op 31 december 2021.

## Ligging
Het dorp ligt aan de rivier Tänassilma. De Põhimaantee 92, de hoofdweg van Tartu via Viljandi naar Kilingi-Nõmme, komt door Tänassilma.

## Geschiedenis
Tänassilma werd in 1584 voor het eerst genoemd in een Poolstalig document als Tenezim. In 1638 werd het dorp Tennesilm genoemd. In de 17e eeuw werd een landgoed Tennasilm gevormd, dat al spoedig een kroondomein werd, eerst onder de koning van Zweden, na 1721 onder de tsaar van Rusland. In 1743 werd een particulier landgoed Neu-Tennasilm (‘Nieuw-Tennasilm’) van Tennasilm afgesplitst. Vanaf dat moment heette Tennasilm Alt-Tennasilm (‘Oud-Tennasilm’). Het landhuis van Neu-Tennasilm staat sinds 1920 in Uusna. Rond 1920 werden beide landgoederen verdeeld in kleine kavels. Het dorp Tänassilma, dat op het landgoed Alt-Tennasilm had gelegen, werd rond 1930 opgesplitst in twee dorpen: Tamme (waar het landhuis heeft gestaan) en Kalmetu. In 1975 werden de twee dorpen weer samengevoegd tot één dorp Tänassilma.

## Orthodoxe kerk
De Russisch-orthodoxe kerk van Tänassilma, die gewijd is aan Sint Arsenius, is gebouwd in 1897 voor een parochie die al bestond sinds 1894. De kerk sloot haar deuren in 1961 en staat sindsdien leeg. Hoewel het gebouw in het monumentenregister staat en in de jaren tachtig enige restauratiewerkzaamheden zijn uitgevoerd, is het in slechte staat.

## Geboren in Tänassilma
- Jaan Tõnisson (1868-1941?), staatsman
- Viivi Luik (1946), schrijfster en dichteres

## Foto's

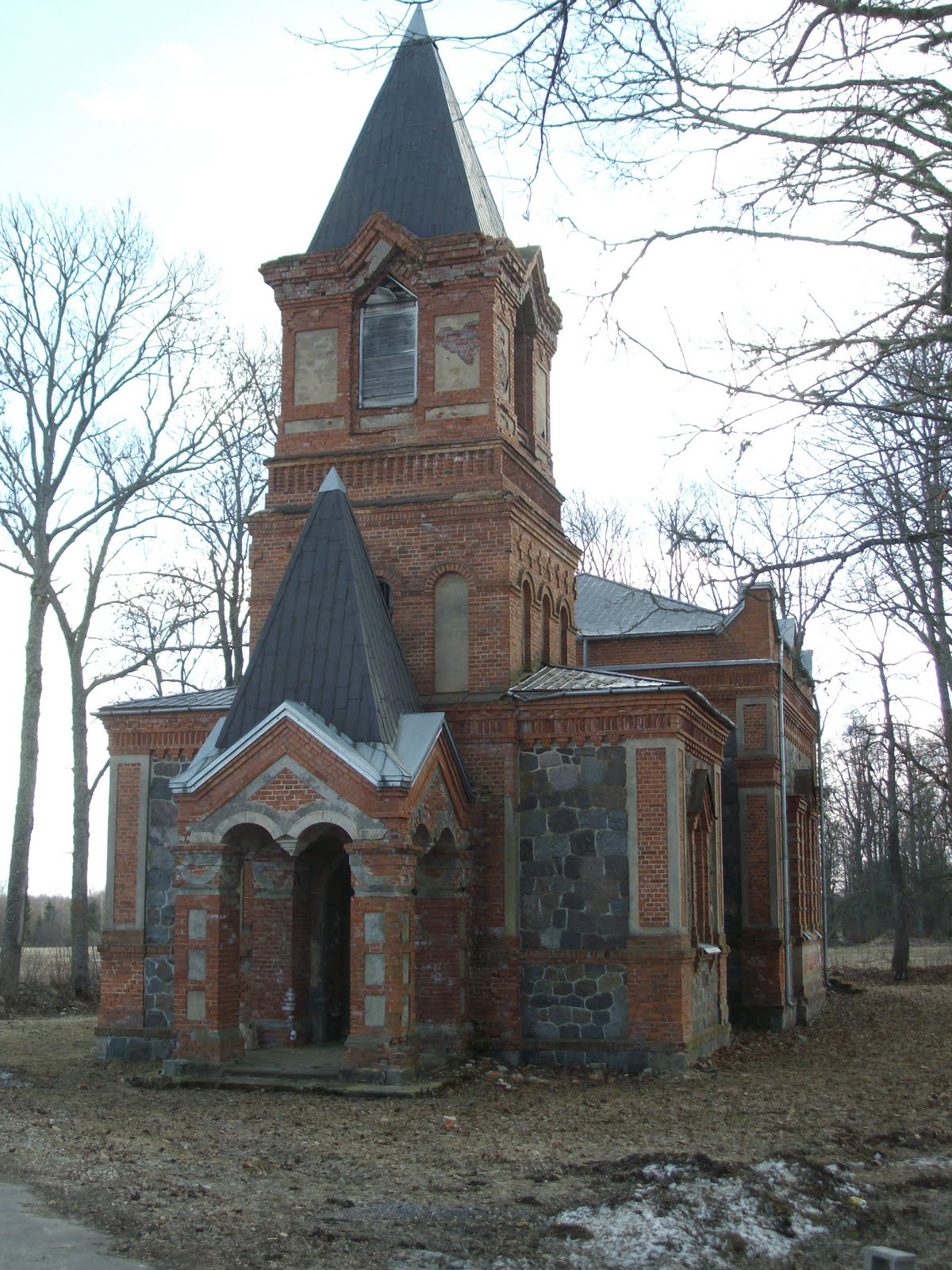
De kerk
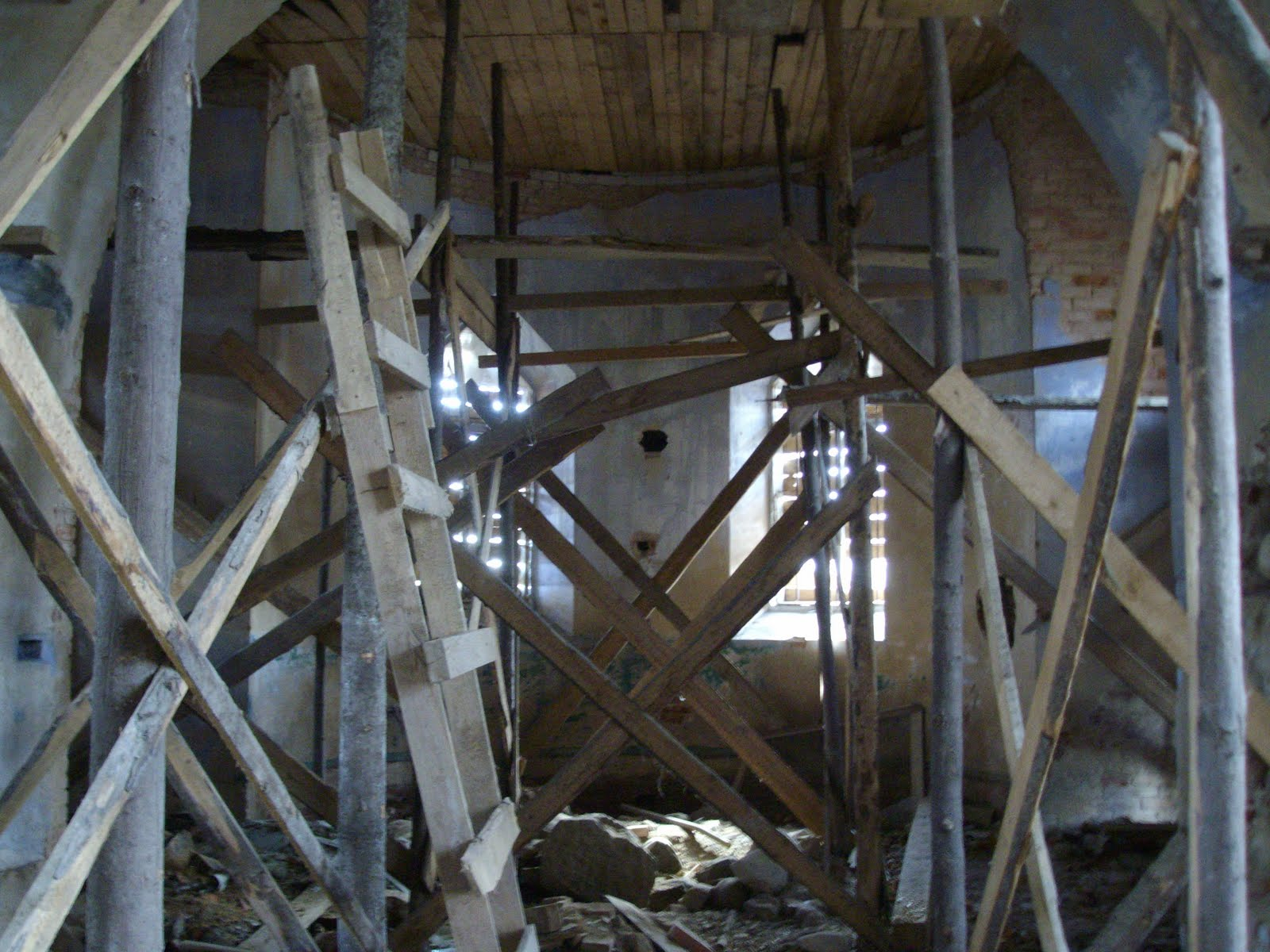
Het interieur in 2013
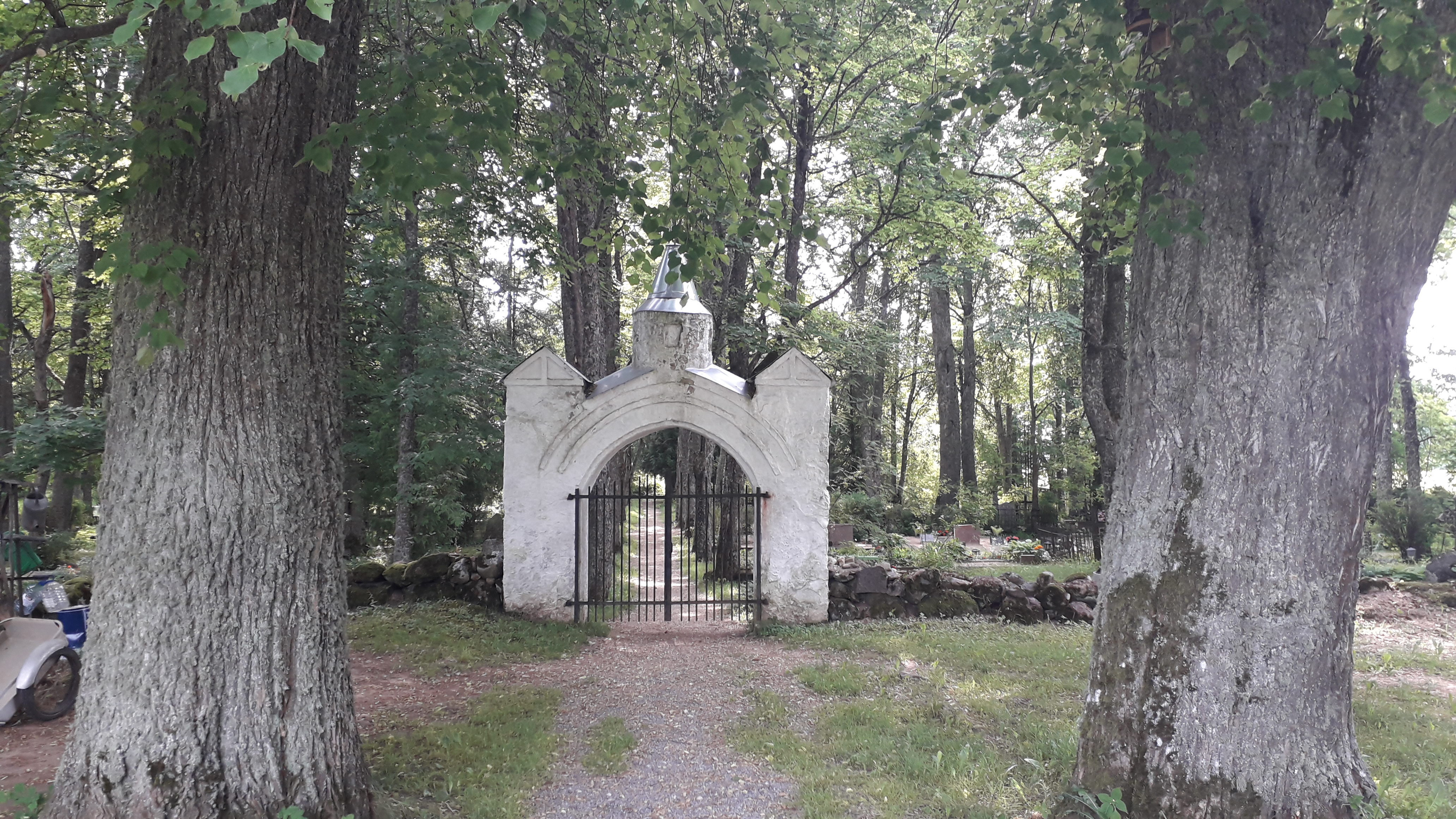
Ingang van het kerkhof